# سیچینیانو دلی آلبورنی
سیچینیانو دلی آلبورنی (به ایتالیایی: Sicignano degli Alburni) یک کومونه در ایتالیا است که در استان سالرنو واقع شده‌است. سیچینیانو دلی آلبورنی ۸۰٫۵۷ کیلومتر مربع مساحت و ۳٬۴۱۹ نفر جمعیت دارد و ۶۰۵ متر بالاتر از سطح دریا واقع شده‌است.